# Дом културе Ражањ
Дом културе Ражањ је институција која се налази у Ражњу и која организује културно-уметничке програме у тој општини. Налази се у самом центру града.

## Опште информације
Већину активности из области културе, уметничког стваралаштва и забаве у општини Ражањ организује Дом културе Ражањ. Организације из тих области финасира општина Ражањ.
Програмске задатке Дом Културе реализује кроз своје редовне активности и то :
- Библиотечка делатност,
- Музичко сценска делатност и уметничко стваралаштво,
- Смотре, такмичења, колоније, изложбе,
- Аматерске и образовне активности,
- Промоције, презентације и остале активности.[2]

Дом културе Ражањ своје програмске задатке остварује у сарадњи са општином и месним заједницама, школама, установама и удружењима из области културе.
У циљу очувања културног наслеђа Ражња и обичаја током лета се одржавају манифестације :  Сабор фрулаша и народног стваралаштва „Дани Саве Јеремића“, Фестивал  музичко-фолклорног стваралаштва „Ја погледах преко кола“ и концерт у Ражњу у оквиру Међународног студентског фестивала фолклора у Нишу у организацији Дома културе Ражањ, КУД-а „Сава Јеремић“ и oпштине Ражањ.
Објекат Дома културе има 709 м2 корисне површине а сала може да прими 300 посетилаца.
У Дому културе се окупљају аматери, где им је омогућено да кроз рад у својим секцијама искажу своје таленте у различитим облицима уметничког стваралаштва и уз помоћ Дома културе реализују културни програм – позоришне представе, дечије приредбе, изложбе, предавања, промоције и друго.
Крајем 2007. Скупштина општине Ражањ доноси Одлуку о припајању
Општинске народне библиотеке Дому културе Ражањ, која ради као организациона јединица „ Библиотека“ и смештена је у Дому културе. Надзор над библиотеком врши Матична библиотека „Стеван Сремац“ из Ниша.